# Остров (Чешка)
Остров (чеш. Ostrov) град је у Чешкој Републици. Остров је четврти по величини град управне јединице Карловарски крај, у оквиру се налази у округу Карлове Вари.

## Географија
Остров се налази у западном делу Чешке Републике. Град је удаљен од 130 км западно од главног града Прага, а од првог већег града, Карлових Вари, 12 км североисточно.
Град Остров се налази на северозападу историјске покрајине Бохемије. Град лежи на крајњем ободу Средњочешке котлине, на приближно 400 м надморске висине. Град се образовао око окуке реке Охре. Северно од града издижу се Крушне горе.

## Историја
Подручје Острова било је насељено још у доба праисторије. У раном средњем веку подручје насељавају Словени. Насеље под данашњим називом први пут се у писаним документима спомиње у 1224. године, а насеље је 1331. године добило градска права. Већ тада су град и околина били махом насељени Немцима.
Године 1919. Остров је постао део новоосноване Чехословачке. 1938. године Остров, као насеље са немачком већином, је оцепљен од Чехословачке и припојен Трећем рајху у склопу Судетских области. После Другог светског рата месни Немци су се присилно иселили из града у матицу. У време комунизма град је нагло индустријализован. После осамостаљења Чешке дошло је до опадања активности тешке индустрије и до проблема са преструктурирањем привреде.

## Становништво
Остров данас има око 17.000 становника и последњих година број становника у граду стагнира. Поред Чеха у граду живе и Словаци и Роми.

## Партнерски градови
- Вунсидел
- Вунсидел

## Галерија
- Нови трг
- Римокатоличка црква
- Стари трг
- Градски замак